# Louis Baillon
Louis Charles Baillon (5. srpna 1881 Fox Bay – 2. září 1965 Brixworth) byl britský pozemní hokejista. Narodil se ve vesnici Fox Bay na Falklandách jako druhé z pěti dětí pastevce ovcí pocházejícího z Nottinghamu. V mládí se usadil v anglickém Northamptonu a pracoval jako ředitel pivovaru. Byl všestranným sportovcem, hrál fotbal, tenis a pozemní hokej, ve kterém devětkrát reprezentoval. Byl levým obráncem vítězného týmu na olympijských hrách 1908 v Londýně, stal se tak jediným falklandským olympijským vítězem v historii.